# Hausorden der Treue
Der Hausorden der Treue ist der Hausorden von Baden und wurde ursprünglich durch Markgraf Karl Wilhelm von Baden-Durlach als Lohn für Verdienste und aus Anlass der Grundsteinlegung seiner späteren Residenz Karlsruhe am 17. Juni 1715 gestiftet. Der Orden wurde nach der Sitte mit französischem Namen benannt und hieß „Ordre de la Fidélité“. Später wurde er in „Orden der Treue“ umbenannt. Die Ordensdevise Fidelitas ist Bestandteil des Karlsruher Stadtwappens.

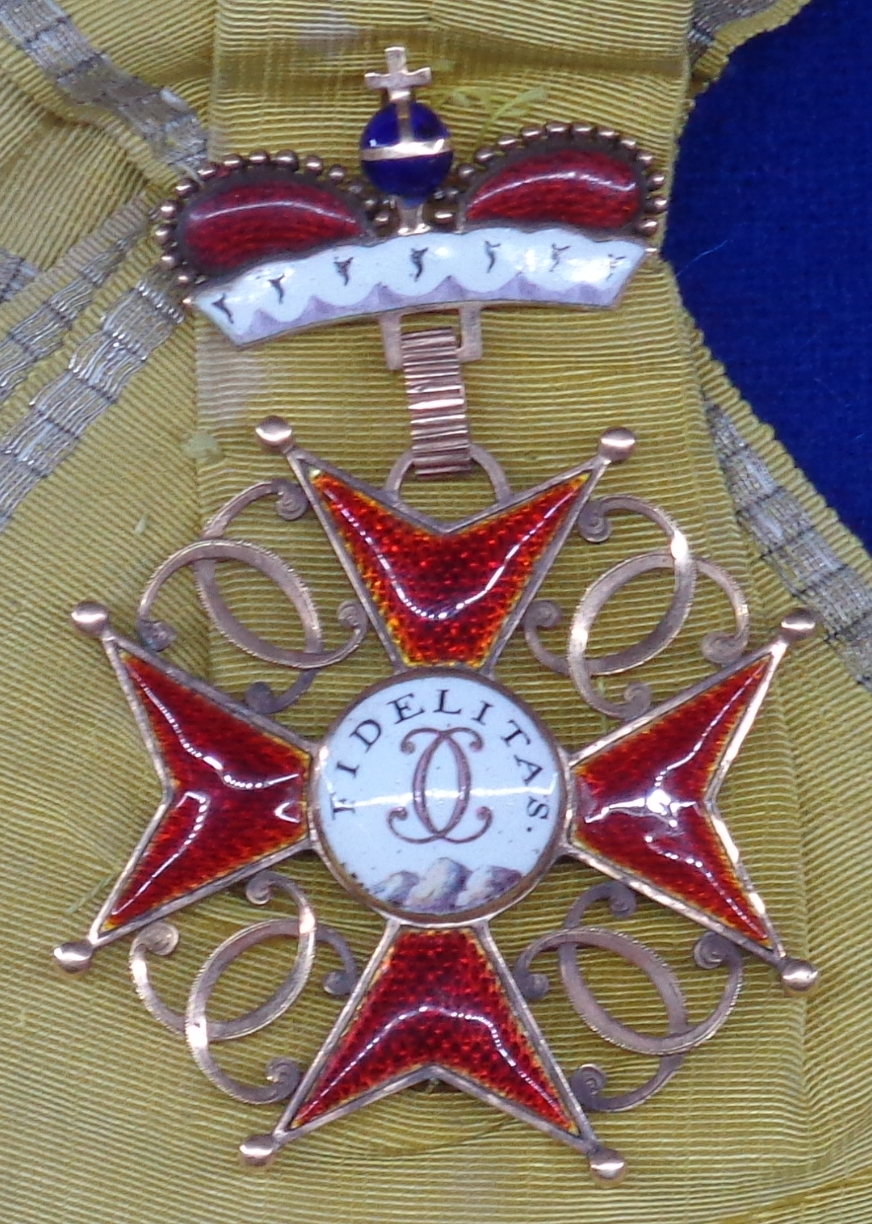
Ordenskreuz bis 1803

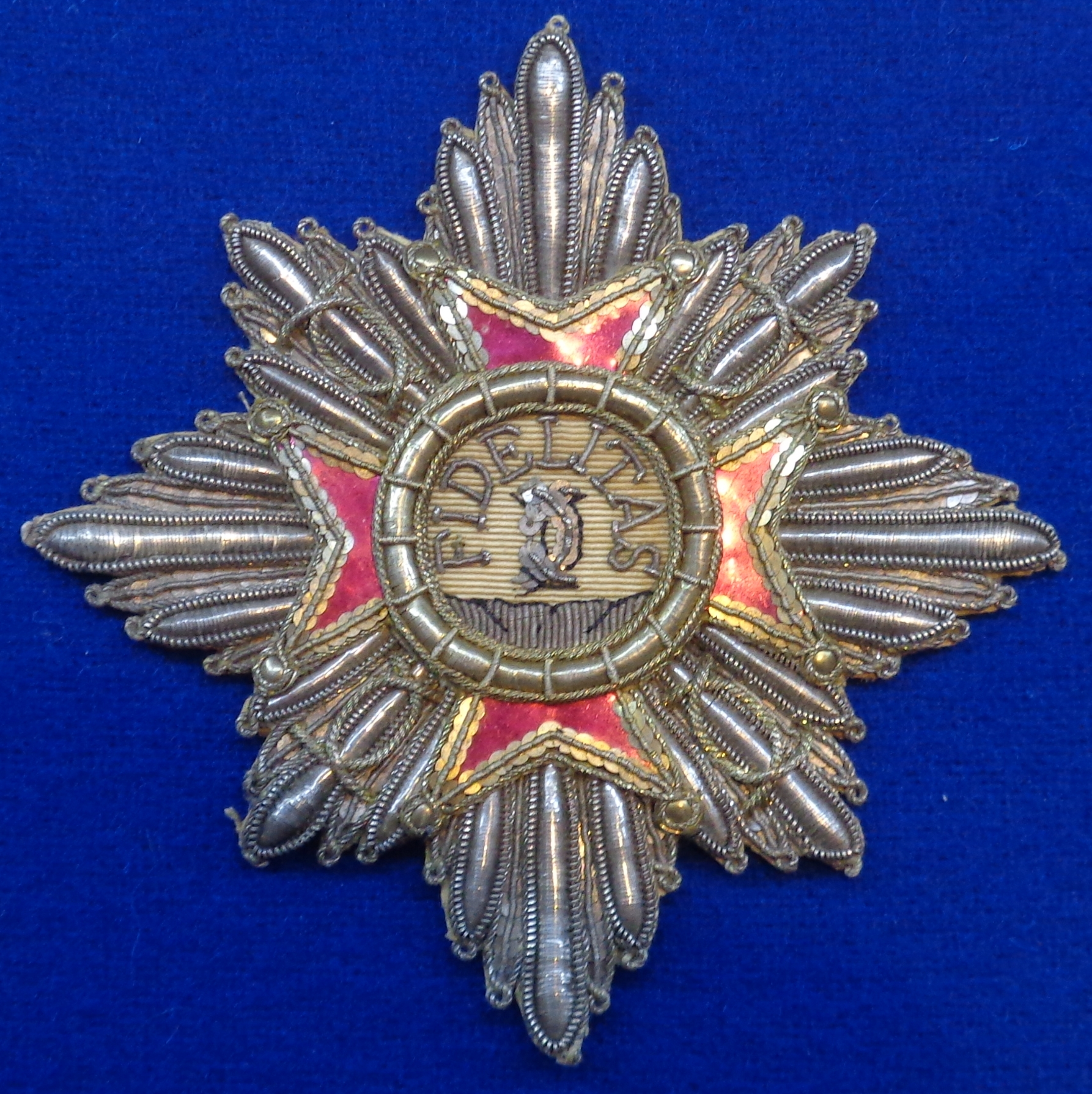
Bruststern bis 1803

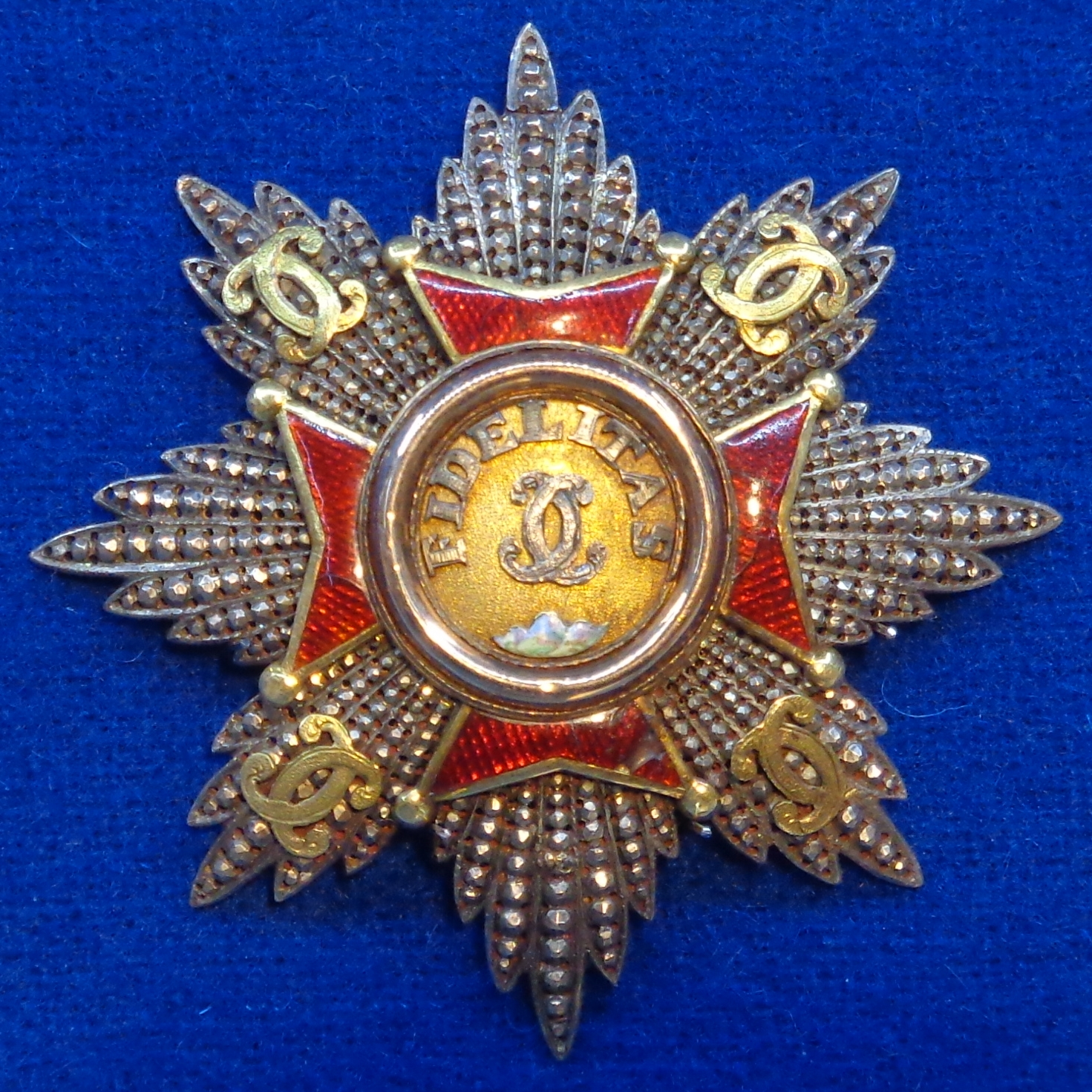
Bruststern ab 1840

## Geschichte
Die Ordensstiftung am Bauplatz des Karlsruher Schlosses geschah noch vor der Grundsteinlegung des Schlossturms und am gleichen Tag, der auch als Gründungsdatum der Stadt Karlsruhe gilt. In den Anfangsjahren der Stadt bis etwa 1732 waren die vom Schloss ausgehenden Radialstraßen der Stadt nach den Ordensrittern benannt. Dies geschah auf Vorschlag des Stiftungsritters und Karlsruher Obervogts Johann Christian von Günzer, der auch ein Stadtwappen mit dem Schriftzug Fidelitas vorschlug.
Mit der Erwerb der Kurwürde am 8. Mai 1803 teilte Markgraf Karl Friedrich von Baden die Ritter in eine Großkreuz- und eine neue Kommandeursklasse, die auch mit Stern verleihen werden konnte. Ab 1814 wurde nur noch das Großkreuz verliehen. Ab 17. Januar 1840 wurde der Orden in ihn „Hausorden der Treue“ umbenannt und als höchster Orden von Baden bestimmt. Mit den Statuten vom 17. Juni 1840 wurde die Kommandeursklasse aufgehoben und bestimmt, dass der Orden nur noch an die Prinzen des Hauses, fremde Souveräne und höchste Staatsdiener mit dem Prädikat „Excellenz“ verliehen werden durfte. 1902 wurde schließlich noch das Prinzessinnenkreuz gestiftet, das den geborenen und angeheirateten Prinzessinnen des markgräflichen Hauses vorbehalten war.
Der Orden wird nach der Abschaffung der Monarchie in Deutschland weiterhin als Hausorden des markgräflichen Hauses verliehen.

## Ordensdekoration

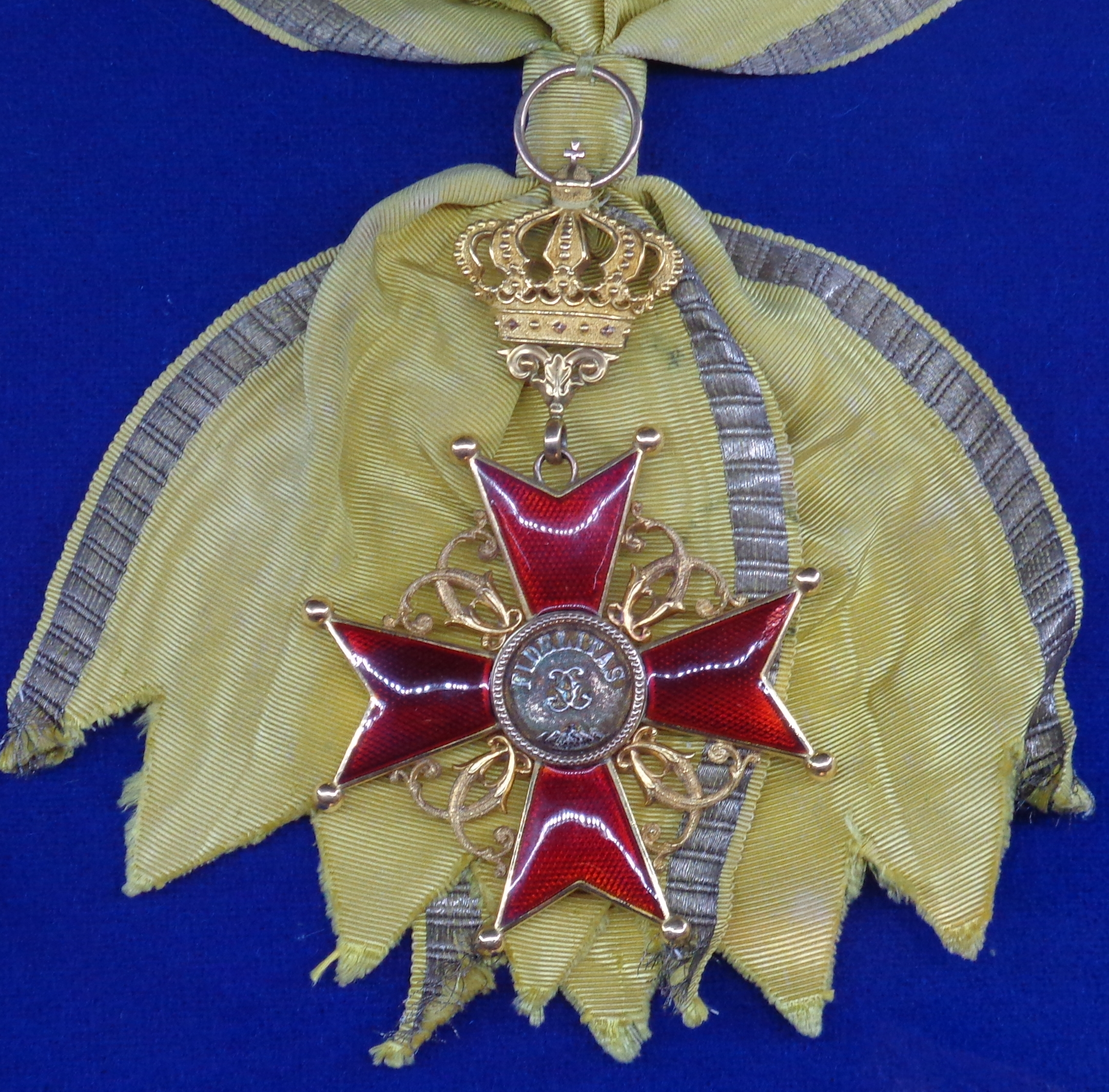
Ordenskreuz ab 1877

Die Ordensdekoration besteht aus einem achtspitzigen rotemaillierten goldgeränderten Johanniterkreuz mit kleinen goldenen Kugeln an den Spitzen. In den Kreuzwinkeln sind die goldenen Initialen C des Stifters eingebracht. Eine schwebende goldene Krone über dem oberen Kreuzarm ist mit dem Tragering versehen. Das runde Mittelschild ist goldgefasst und weiß emailliert. Über drei grüne Berge sind die Initialen in Gold und die Ordensdevise FIDELITAS. Die Rückseite zeigt das Wappen von Baden (auf Gold ein roter Schrägbalken).

## Ordensband und Trageweise
Das Band ist orange und hat einen Silberstreifen an beiden Seiten.
Der Orden wird als Schärpe über die rechte Schulter zur linken Hüftseite getragen. Auf der linken Brustseite war der Platz für den zusätzlichen Ordensstern. Dieser ist aus Silber und achtstrahlig. Auf der Vorderseite ist ein orangefarbenes Medaillon. Vier goldene doppelte C sind jedoch auf den silbernen Strahlen aufgelegt.

## Verleihungspraxis

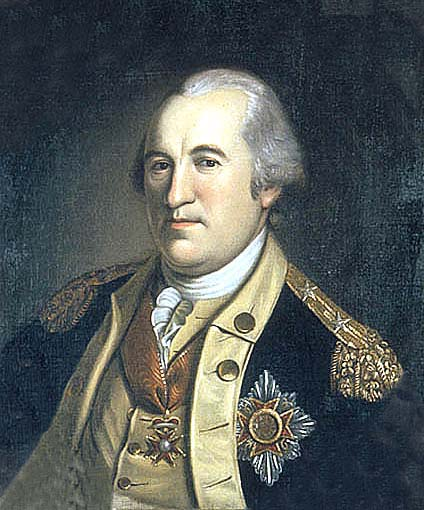
Friedrich Wilhelm von Steuben (1730–1794)

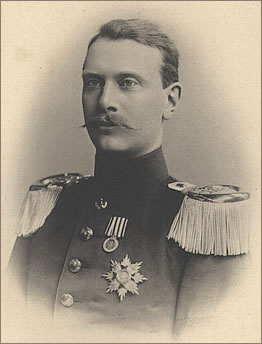
Erbgroßherzog Friedrich von Baden mit Ordensstern

Mit der Verleihung des Hausordens der Treue an fremde Souveräne, Mitglieder regierender Häuser, Fürsten und Fürstenmäßige war bis 1877 auch die gleichzeitige Verleihung des Großkreuzes des Ordens vom Zähringer Löwen verbunden. Ab 1877 kam stattdessen das Großkreuz des Ordens Berthold des Ersten zur Verleihung.

### Verleihungszahlen
Bis zum Ende der Monarchie in Deutschland lassen sich folgende Verleihungszahlen, ohne die Mitglieder des großherzoglichen Hauses, dokumentieren.
| Ausführung                                 | Verleihungen |
| ------------------------------------------ | ------------ |
| Orden in Brillanten mit der Goldenen Kette | 2            |
| Orden in Brillanten                        | 4            |
| Stern in Brillanten                        | 4            |
| Großkreuz                                  | 414          |
| Kommandeur mit Stern                       | 18           |
| Kommandeur                                 | 6            |
| Prinzessinen-Dekoration                    | 8            |

Folgende Personen erhielten den Orden in Brillanten:
| Verleihungsjahr | Empfänger                             | Ausführung                                      |
| --------------- | ------------------------------------- | ----------------------------------------------- |
| 1815            | Klemens Fürst von Metternich          | Bruststern in Brillanten                        |
| 1818            | Wilhelm Ludwig von Berstett           | Ordenskreuz in Brillanten                       |
| 1863            | Alexander Michailowitsch Gortschakow  | Ordenskreuz in Brillanten                       |
| 1863            | Wladimir Fjodorowitsch Adlerberg      | Ordenskreuz in Brillanten                       |
| 1871            | Otto von Bismarck                     | Ordenskreuz in Brillanten an der Goldenen Kette |
| 1896            | Adolf von Holzing-Berstett            | Bruststern in Brillanten                        |
| 1902            | Adolf von Holzing-Berstett            | Ordenskreuz in Brillanten an der Goldenen Kette |
| 1902            | Wilhelm Pleikard Ludwig von Gemmingen | Bruststern in Brillanten                        |
| 1902            | Wilhelm August von Edelsheim          | Bruststern in Brillanten                        |
| 1907            | Max von Bock und Polach               | Bruststern in Brillanten                        |

Nach dem Tod eines Inhabers waren die Insignien rückgabepflichtig.